# Operation Samson
Operation Samson var en dobbeltagent-sag i slutningen af 1960'erne, hvor Politiets Efterretningstjeneste dels infiltrerede det trotskistiske miljø, dels fik indblik i Stasis hvervningsaktioner og -metoder og desuden fik identificeret danske statsborgere med kontakt til Stasi. Operationen var PET's første kontraefterretningsoperation.
Et medlem af Revolutionære Socialister (der tidligere havde haft forbindelse til nazisten Sven Salicath), som PET havde hvervet som agent, blev i 1968 sendt til Østersøugen i DDR for at lade sig hverve som Stasi-agent.
Efterfølgende leverede dobbeltagenten information om Venstresocialisterne og danske trotskister til Stasi med PET's accept - det såkaldte kyllingefoder - for derved at forbedre agentens troværdighed over for Stasi.